# Sergey Kazakov
Pour les articles homonymes, voir Kazakov.
Sergey Kazakov (en russe : Сергей Николаевич Казаков ; en français : Sergueï Nikolaïevitch Kazakov) est un boxeur russe né le 8 juillet 1976 à Dimitrovgrad (Russie).

## Carrière
Triple champion d'Europe de boxe amateur et champion du monde à Bangkok en 2003 dans la catégorie mi-mouches, il remporte également la médaille de bronze aux Jeux d'Athènes en 2004.

## Parcours auxJeux olympiques
Jeux olympiques d'été de 2004 à Athènes (poids mi-mouches) :
- Bat Patricio Calero (Équateur) 20-8
- Bat Raúl Castañeda (Mexique) 41-16
- Bat Joseph Jermia (Namibie) 18-11
- Perd contre Atagün Yalçınkaya (Turquie) 20-26